# وزارة التجارة والصناعة (الكويت)
وزارة التجارة والصناعة الكويتية هي إحدى الهيئات الوزارية الحكومية في دولة الكويت.

## التاريخ
تعود نشأة وزارة التجارة بدولة الكويت إلى عام 1963، حين تضمن المرسوم الأميري الخاص بالتشكيل الوزاري والصادر في 28 يناير 1963 قرار انشائها. وبمقتضى المرسوم الأميري الصادر في 5 ديسمبر 1965 فقد تم تغيير اسم الوزارة إلى (وزارة التجارة والصناعة) وبقيت على هذا الوضع حتى  3 مارس 1985 حيث تم نقل اختصاص التجارة إلى وزارة المالية وكذلك نقل اختصاص الصناعة إلى وزارة النفط.
وفي 12 أغسطس 1986 صدر المرسوم الأميري بشأن وزارة التجارة والصناعة حيث تم تحديد أهداف واختصاصات الوزارة بصورة متكاملة.
وفي 21 يوليو 2015 صدر المرسوم الأميري رقم 191 لسنة 2015 بشأن تنظيم وزارة التجارة والصناعة والذي ينص على :
أن تتولى الوزارة دعم النشاطات التجارية والاقتصادية والإشراف عليها وتوفير السلع والمواد والخدمات، وهذا المرسوم يلغي المرسوم السابق الصادر في سنة 1986.

## روابط خارجية
- موقع الوزارة الرسمي